# Vladimir Memon
Vladimir Memon, slovenski pesnik, * 11. marec 1953, Celje, † 20. maj 1980, Ljubljana.

## Življenjepis
Memon je po končani gimnaziji diplomiral na Filozofski fakulteti v Ljubljani iz primerjalne književnosti in francoščine ter se nato v letih 1978 do 1979 izpopolnjeval na univerzi Complutense v Madridu.

## Literarno delo
Osebno poetiko, ki je bila v njegovi generaciji opazno samosvoja je izoblikoval pod vplivom ameriškega pesnika E. Pounda, filozofsko doživljanje sveta pa v dialogu z eksistencialno mislijo španskega pisatelja M. de Unamuna.
V pesmih je Memon lastno in sploh človeško bivanjsko stisko izpovedoval brez patetike in skrajnih avantgardističnih pesniških sredstev. Izdal pesniško zbirko Meje (1979), posmrtno pa je izšla  zbirka Flamenko na sodu smodnika (1983).